# 일원재
일원재(一源齋)는 경상북도 안동시 북후면 옹천리에 있다. 2017년 6월 21일 안동시의 문화유산 제112호로 지정되었다.